# چیچیلیانو
چیچیلیانو (به ایتالیایی: Ciciliano) یک منطقهٔ مسکونی در ایتالیا است که در استان رم واقع شده‌است. چیچیلیانو ۱۹٫۰ کیلومترمربع مساحت و ۱٬۲۵۷ نفر جمعیت دارد و ۶۱۹ متر بالاتر از سطح دریا واقع شده.